# Raymond-Joseph Loenertz
Raymond-Joseph Loenertz, né le 10 juin 1900 à Luxembourg et mort le 31 août 1976 à Paris, est un historien dominicain luxembourgeois.

## Biographie
Originaire du Luxembourg, Raymond-Joseph Loenertz entre dans l’Ordre dominicain. Il est rattaché à l’institut historique dominicain à partir de 1930.
Son œuvre est centrée sur l'histoire de l'Ordre dominicain et les relations entre l’Empire byzantin et l’Occident.

## Œuvre

### Études
- La Société des Frères Pérégrinants I : étude sur l'Orient dominicain, Romae : ad S. Sabinae , 1937
- Les Recueils de lettres de Démétrius Cydonès.  Biblioteca apostolica vaticana , 1947
- Athènes et Néopatras  : registres et notices pour servir à l'histoire des duchés catalans (1311-1394), [Roma : Istituto Storico Domenicano] , 1955
- Les Ghisi, dynastes vénitiens dans l'archipel, 1207-1390 ; avec l'aide de Peter Schreiner, Firenze : L. S. Olschki , 1975
- Byzantina et franco-graeca : articles parus de 1935 à 1966 ; réédités avec la collaboration de Peter Schreiner / Roma : Ed. di storia e letteratura , 1970
- Byzantina et franco-graeca : articles choisis parus de 1936 à 1969 ; republiés avec la collaboration de P.M. de Contenson, Enrica Follieri et Peter Schreiner, Roma : Edizioni di storia e letteratura , 1978

### Édition scientifique
- Correspondance II, [Libri XVI-XL. Epistulae 132-450.] / Demetrius Cydonès, Biblioteca apostolica vaticana , 1960
- Procopii Gazaei Epistolai et declamationes, éd. avec Antoine Garzya,... ,Ettal : Buch-Kunstverlag , 1963
- Nikolaos-Nektarios von Otranto, Abt von Casole : Beiträge zur Geschichte der ost-westlichen Beziehungen unter Innozenz III. und Friedrich II, éd. avec von Johannes M. Hoeck,... , Ettal : Buch-Kunstverlag , 1965

### Traduction
- Correspondance de Manuel Calécas / publiée avec une traduction abrégée, Biblioteca apostolica vaticana , 1950.